# Влада Аврамов
Влада Аврамов е сръбски футболист.

## Национален отбор
Записал е и 2 мача за националния отбор на Сърбия.
| Сърбия | Сърбия | Сърбия |
| Година | Мачове | Голове |
| ------ | ------ | ------ |
| 2007   | 2      | 0      |
| Общо   | 2      | 0      |